# Masters of the Universe: The Power of He-Man
Masters of the Universe: The Power of He-Man är ett TV-spel utvecklat av Intellivision och utgivet 1983. Spelet är det första baserat på franchisen med samma namn.

### Fotnoter
1. ↑  Masters of the Universe: Power of He-Man Info - Masters of the Universe: Power of He-Man Information - Masters of the Universe: Power of He-Man Release Date Arkiverad 15 oktober 2007 hämtat från the Wayback Machine.